# 城南駅 (京畿道)
城南駅（ソンナムえき）は、大韓民国京畿道城南市盆唐区にある韓国鉄道公社（KORAIL）京江線（首都圏電鉄京江線）および首都圏広域急行鉄道A路線の駅である。

## 歴史
- 2023年12月28日：駅名が正式決定[1]。
- 2024年3月30日：開業。

## 駅構造

### 京江線
2面2線の相対式ホームであり、ホームドアが設置されている。 
| ↑ 板橋 |
| \| ２  |
| 二梅 ↓ |

| 1 | 京江線 | 板橋方面                       |
| 2 | 京江線 | 京畿広州・利川・夫鉢・驪州方面 |

### 首都圏広域急行鉄道A路線
通過線含む2面4線相対式ホームであり、ホームドアが設置されている。
| ↑ 水西 |
| \| 下  |
| 駒城 ↓ |

| 上り | 首都圏広域急行鉄道A路線 | 水西方面 |
| 下り | 首都圏広域急行鉄道A路線 | 東灘方面 |

## 駅周辺
- 洑坪初等学校（朝鮮語版）
- 洑坪中学校（朝鮮語版）
- 洑坪高等学校（朝鮮語版）
- 梅松中学校（朝鮮語版）
- 二梅高等学校（朝鮮語版）
- スターバックス盆唐二梅店

## 隣の駅
韓国鉄道公社
京江線（首都圏電鉄）
板橋駅 (K409) - 城南駅 (K410) - 二梅駅 (K411)
首都圏広域急行鉄道
A路線
水西駅 (X108) - 城南駅 (X109) - 駒城駅 (X110)